# Alžirski znakovni jezik
Alžirski znakovni jezik (ISO 639-3: asp), znakovni jezik gluhih osoba u Alžiru kojim se služi nepoznat broj osoba. Koristi se i u marokanskom gradu Oujda (60-70 korisnika). Legalni status u obje zemlje mu je nepriznat.

## Vanjske poveznice
- Ethnologue (14th)
- Ethnologue (15th)